# Peugeot Type 1545

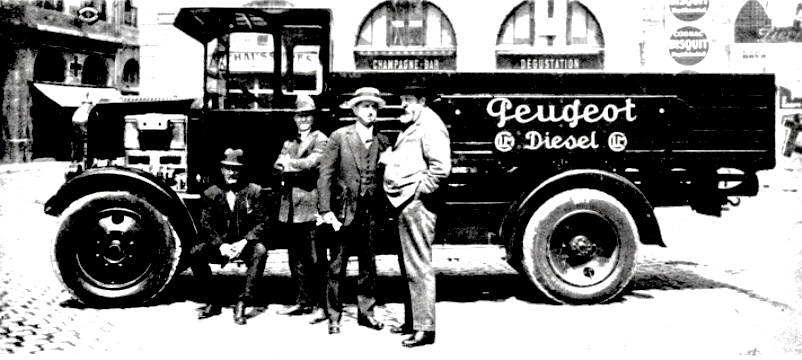
Peugeot Type 1545 Diesel CLM von September 1928

Der Peugeot Type 1545 war ein Lastkraftwagen, den Peugeot ab 1927 mit Benzinmotoren produzierte. Es war ab 1929 das erste schwere Nutzfahrzeug von Peugeot mit Dieselmotor.
Das 1928 gegründete Tochterunternehmen Compagnie Lilloise des Moteurs, kurz CLM genannt, lieferte den Antriebsmotor, den Dieselmotor Type 2PJ80.
Dieser Zweitakt-Gegenkolbenmotor nach einer Lizenz von Junkers mit 3016 cm³  Hubraum hatte zwei Zylinder mit 80 mm Bohrung und insgesamt 300 mm Hub. Die Leistung des Motors konnte im Laufe der Entwicklung mehrfach gesteigert werden und erreichte im 4-t-Peugeot rund 45 PS (33 kW) bei 1200/min. Steuerlich war er mit 12 CV eingestuft. Die Bereifung hatte vorn einen Durchmesser von 955 mm bei einer Breite von 155 mm und hinten 1025 mm mit einer Breite von 185 mm. Wahlweise konnten auch Reifen vorn mit 940 mm Durchmesser bei einer Breite von 130 mm und hinten mit 1000 mm Durchmesser und 130 mm Breite geordert werden. Der Dieselmotor wurde auch in anderen Nutzfahrzeugen eingebaut, zum Beispiel im Laffly LC2 Sahara oder im Somua Omnibus. Hier war die maximale Leistung mit 40 PS (29 kW) angegeben. Seit Gründung im Jahr 1928 bis zum Jahr 1930 wurden insgesamt etwas mehr als 300 Dieselmotoren von CLM für Lastwagen geliefert. Der Verkaufspreis für das Chassis in Frankreich lag im Jahr 1927 bei 41.500 Francs.